# Ulopeza denticulalis
Ulopeza denticulalis là một loài bướm đêm trong họ Crambidae.